# Herminiocala
Herminiocala is een geslacht van vlinders van de familie spinneruilen (Erebidae), uit de onderfamilie Catocalinae.

## Soorten
- H. atomosa Schaus, 1911
- H. daona Druce, 1894
- H. mimica Köhler, 1979
- H. pallida Schaus, 1911
- H. raphia Druce